# Intelcom
 (mars 2019).
Intelcom (également connu sous le nom de Intelcom Courrier Canada Inc.) est une entreprise de messagerie canadienne établie à Montréal, au Québec.  

## Historique
Daniel Hudon a créé la compagnie en 1986 en tant que service de livraison le jour même aux entreprises. 
En 2000, Postes Canada achete 50% des actions d’Intelcom Express. Le processus a suscité la controverse, car Intelcom avait des liens avec le Parti libéral du Canada. Les critiques ont mis en doute l'équité du processus décisionnel chez Postes Canada. Les actions ont été rachetées par Intelcom Express en 2007. 
En 2012, Intelcom Express entre dans le secteur de la livraison de produits pharmaceutiques avec l’achat des services Le Livreur Plus inc. et Eco Plus inc. pour la province de Québec. Intelcom Express travaille maintenant avec Jean Coutu, Pharmaprix, Brunet, Familiprix, Uniprix et de nombreuses autres pharmacies indépendantes pour la distribution à domicile de médicaments sous ordonnance aux clients. [réf. nécessaire]
En 2014, Intelcom Express développe une relation commerciale avec Outerwall pour ses machines à encaisser les pièces . [réf. nécessaire]
En 2015, l'entreprise obtient un investissement de la Banque de développement du Canada , et de la Caisse de dépôt et de placement du Québec . 
À la fin de 2017, Intelcom est critiquée pour la pratique consistant à livrer des colis dans des zones non sécurisées ( Tout comme la plupart des compagnies de livraison ), entraînant des vols. Cette critique s’appliquait également à Amazon.com, qui l’avait sous-traitée pour fournir des packages Amazon Prime. L'émission grand public de Radio-Canada La Facture, a diffusé un segment sur les pratiques de livraison d'Intelcom Express en novembre 2017 ,. Le mois suivant, Radio Canada International écrit sur les voleurs de cadeaux de Noël et a présenté les problèmes de livraison d'Intelcom Express dans les condominums. 
En 2018, Intelcom est citée dans le journal La Presse pour son système de notification par courriel, ce qui a amélioré l'expérience client. 
En 2021, Intelcom lance une filiale en Australie nommée Dragonfly Shipping, et devient ainsi la première entreprise canadienne à réaliser le dernier kilomètre d'une livraison de colis en dehors de l'Amérique. En parallèle, l'entreprise canadienne livre à ce moment plus de 400 000 colis par jour au Canada et a une présence dans 9 des 10 provinces canadiennes. En plus d'Amazon, Intelcom sert d'autres entreprises de commerce en ligne comme Pitney Bowes et Landmark Global.